# Neva
Die Neva ist ein Fluss, der in der norditalienischen Region Piemont entspringt. Die Quelle liegt am 1708 Meter hohen Monte Galero in den Ligurischen Alpen. Die Neva verläuft größtenteils in der Provinz Savona der Region Ligurien.
Bei Cisano sul Neva mündet der wichtigste Nebenfluss, der Rio Pennavaire, in die Neva. Im weiteren Verlauf durchquert sie die Piana di Albenga und fließt bei Leca, einem Ortsteil von Albenga, schließlich mit der Arroscia zusammen, um die Centa zu bilden.
Die Neva entwickelt sich im Herbst regelmäßig zu einem Sturzbach, im Sommer verbleibt hingegen lediglich ein Rinnsal.